# Equilibrio dei poteri in Europa
L'equilibrio dei poteri in Europa è la denominazione storiografica delle relazioni internazionali tra i paesi europei durante la prima guerra mondiale, che si è evoluta nella conformazione degli attuali stati europei. Questo concetto politico emerse nel Trattato di Parigi del 1815 ed è spesso chiamato Sistema statale europeo. Il suo principio di base è che nessuna singola potenza europea dovrebbe essere autorizzata a raggiungere l'egemonia su una parte sostanziale del continente e che ciò è stato garantito dal fatto che le alleanze in continua evoluzione si contendevano il potere.

## Storia

### Dall'antichità a Vestfalia
L'emergere nell'antica Grecia delle città-stato ( poleis ) segnò l'inizio dell'antichità classica . Le due città greche più importanti, la Atene democratica e ionica e la Sparta aristocratica e dorica, guidarono con successo la difesa della Grecia contro i persiani invasori dall'est, ma poi si scontrarono l'una contro l'altra per la supremazia nella guerra del Peloponneso. Il Regno di Macedonia approfittò della seguente instabilità e stabilì un unico comando sulla Grecia . Il desiderio di formare una monarchia universale portò Alessandro Magno ad annettere l'intero impero persiano e iniziare un'ellenizzazione dei possedimenti macedoni. Alla sua morte nel 323 a.C., il suo regno fu diviso tra i suoi successori e si formarono diversi regni ellenistici.
Roma, una repubblica latina con una costituzione mista, unificò l'Italia nello stesso periodo e poi salì alla ribalta nel Mediterraneo occidentale e orientale attraverso le guerre puniche e macedoni . Un'espansione così rapida fu seguita dalla cosiddetta "rivoluzione romana", quando i Gracchi, le guerre servili, la guerra sociale e le guerre civili di Silla scossero la penisola italiana. Nel frattempo, la popolarità e la ricchezza dei generali romani aumentarono: in particolare Giulio Cesare acquisì fama per aver proiettato potenza militare a nord delle Alpi in Gallia, a est del Reno in Germania e attraverso il canale inglese in Gran Bretagna . Un gruppo di senatori che temevano che il titolo di dittatore di Cesare si trasformasse in un titolo a vita lo assassinarono alle Idi di marzo del 44 a.C. Il figlio adottivo di Cesare, Ottaviano Augusto, sconfisse gli assassini di suo padre e divenne il primo imperatore romano (Princeps) nel 27 a.C.
L'impero romano raggiunse il culmine durante la Pax Romana, ristagnò durante la crisi del terzo secolo d.C. e alla fine si divise tra l'Occidente latino e l'Oriente greco . Entrambe le parti dell'Impero abbandonarono il politeismo pagano per tollerare il cristianesimo monoteistico e infine renderlo la religione di stato. L'Occidente collassò intorno al 476, in seguito a secoli di attacchi da parte di popoli germanici e slavi e sul suo territorio precedente furono istituiti diversi regni "barbari" . L'Oriente continuò a essere governato dall'impero bizantino per altri mille anni. Tra i successivi regni barbarici in Occidente, quello dei Franchi era il più grande, e sotto Carlo Magno riuscì a unire la maggior parte dell'attuale Francia, Germania, Svizzera, Austria, Paesi Bassi e Italia sotto un unico potere: fu successivamente incoronato Santo Imperatore romano il giorno di Natale nell'800 da Papa Leone III . Nel frattempo, la penisola iberica cadeva sotto il controllo musulmano.
L'imperatore del Sacro Romano Impero e il Pontefice Romano (Papa di Roma) divennero noti come potenze universali dell'Europa, ma poi entrarono in conflitto durante la controversia sull'investitura e lo scontro tra le loro fazioni . La loro rivalità rese possibile la nascita di città-stato autonome nel nord Italia e l'ascesa di una monarchia feudale indipendente in Francia sotto la Casa di Capet . Nello stesso periodo, l'espansione vichinga norrena stava avvenendo con la conquista normanna dell'Inghilterra in corso nel 1066 e quella della Sicilia nel 1130. Con la terra santa persa a causa dell'Islam e dell'Impero bizantino in cerca di aiuto da parte dei turchi, il Papa iniziò le crociate contro i musulmani nel tentativo di ripristinare l'unità dei cristiani a seguito dello scisma orientale degli ortodossi dai cattolici.
La maggior parte delle crociate non raggiunse il suo obiettivo, ma alcune ebbero un impatto enorme sul panorama politico ed economico dell'Europa: la prima crociata (1099) riaprì le rotte commerciali nel Mediterraneo e inaugurò la rivoluzione commerciale; la quarta crociata (1204) portò alla formazione dell'impero marittimo veneziano; e la sesta crociata (1228) rese temporaneamente Federico stupore mundi, erede del Regno di Sicilia e del Sacro Romano Impero, anche re di Gerusalemme . Allo stesso tempo, la Reconquista delle forze cristiane si stava svolgendo nella penisola iberica e si formarono i regni del Portogallo, Castiglia e Aragona.
Una vasta parte della nobiltà francese prese parte alle crociate sotto la guida del loro re: ciò rese possibile la formazione di una forte monarchia francese centralizzata. L'ascesa della Francia medievale iniziò con la Battaglia di Bouvines (1224) e il Papato ad Avignone (1309), ma terminò con lo scoppio della Guerra dei Cent'anni (1337) con l'Inghilterra e il ritorno del papato a Roma (1378). Mentre l'Europa si riprendeva dalla Peste Nera, un rinascimento nell'arte e nella scienza iniziò in Italia e si diffuse nel resto del continente.
Il Portogallo formò il primo impero coloniale europeo nel 1415 con la conquista di Ceuta . Nel 1453, i francesi espulsero gli inglesi dalla loro terra e i turchi ottomani provocarono la caduta di Costantinopoli, iniziando lo sviluppo dell'Impero ottomano in Europa. Nel 1500, Carlo V della Casa d'Austria nacque nella casata degli Asburgo dei Paesi Bassi . Ereditò i territori del Sacro Romano Impero, nonché le corone di Castiglia e Aragona. Nelle Indie, scoperte di recente da Cristoforo Colombo per Castiglia e Aragona, ordinò ai conquistadores di annettere l'Impero azteco e conquistare gli Incas . Usò l'oro e l'argento provenienti dalle Americhe per finanziare la difesa dei suoi territori in Austria dall'Impero ottomano ( assedio di Vienna ) e dei suoi territori italiani nel ducato di Milano dalla Francia ( battaglia di Pavia ). Designandosi come protettore del cattolicesimo, si dimise a causa della crescita del protestantesimo e divise i suoi territori tra un impero spagnolo guidato da Filippo II di Spagna e un Sacro Romano Impero della nazione tedesca guidato da Ferdinando I.
Il papato lanciò il risveglio cattolico tramite la controriforma nel tentativo di arrestare la crescita del protestantesimo e dell'espansione ottomana . Nonostante alcuni successi, come la battaglia di Lepanto (1571) e l'assedio di Parigi (1590), la guerra anglo-spagnola e la guerra turca lunga misero in dubbio le ambizioni cattoliche. Alla fine, il Papato perse il suo status e la sua influenza con la Guerra dei Trent'anni (1618-1648) e molti stati protestanti videro un periodo d'oro: i Paesi Bassi (dopo aver ottenuto l'indipendenza dal Sacro Romano Impero e dagli Asburgo Spagnoli) formarono la Compagnia olandese delle Indie orientali in Indonesia; La Svezia formò un impero nel nord Europa; e l'Inghilterra iniziò la colonizzazione del Nord America . Con il Trattato di Vestfalia alla fine della Guerra dei Trent'anni, il Sacro Romano Impero divenne un'entità più decentralizzata in cui gli stati costituenti, come la Prussia (che aveva anche terre al di fuori dell'Impero), potevano portare avanti la propria politica estera indipendente da quello dell'imperatore asburgico austriaco. Gli Asburgo austriaci controllarono anche alcuni stati al di fuori del Sacro Romano Impero. Fu la Francia a ottenere lo status di potenza continentale dominante dagli Asburgo grazie al Trattato di Vestfalia e al Trattato dei Pirenei .

### Politica estera inglese
Nel XVI e XVII secolo, la politica estera inglese si sforzò di impedire la creazione di un'unica monarchia universale in Europa, che molti credevano che la Francia o la Spagna avrebbero potuto tentare di creare. Per mantenere l'equilibrio del potere, gli inglesi fecero alleanze con altri stati - tra cui il Portogallo, l'impero ottomano e i Paesi Bassi - per contrastare la minaccia percepita. Queste grandi alleanze raggiunsero il loro apice nelle guerre contro Luigi XIV e Luigi XV di Francia. Gli inglesi e gli olandesi pagarono grandi sussidi agli alleati europei per finanziare grandi eserciti.
Nel XVIII secolo, ciò portò alla maestosa quadriglia, con le maggiori potenze europee di quel secolo - Austria, Prussia, Gran Bretagna e Francia - che cambiarono alleanze più volte per prevenire l'egemonia di una nazione o di un'alleanza. Alcune guerre derivarono, almeno in parte, dal desiderio di mantenere l'equilibrio del potere, tra cui la guerra di successione spagnola, la guerra di successione austriaca, la guerra dei sette anni, la guerra di successione bavarese e le guerre napoleoniche. Dopo il successo della Gran Bretagna nella guerra dei sette anni durante la quale fu alleata con la Prussia, molte altre potenze iniziarono a vedere la Gran Bretagna stessa come una minaccia maggiore della Francia. Diversi stati, in particolare la Francia, entrarono nella guerra d'indipendenza americana nella speranza di rovesciare la crescente forza della Gran Bretagna, aiutando l'indipendenza delle tredici colonie dell'America britannica.

### Diciannovesimo secolo
Dopo la fine delle guerre napoleoniche, quando Francia aveva controllato direttamente o indirettamente gran parte dell'Europa e a seguito dello scioglimento del Sacro Romano Impero, il Concerto d'Europa cercò di ripristinare l'equilibrio del potere. I confini territoriali concordati dalle grandi potenze vittoriose (Prussia, Austria, Russia e Gran Bretagna) al Congresso di Vienna del 1815 furono mantenuti, e ancora più importante fu l'accettazione del tema dell'equilibrio senza alcuna successiva aggressione. Nel 1818 gli inglesi decisero di non essere coinvolti in problemi continentali che non li influenzarono direttamente. Rifiutarono il piano dello Zar Alessandro I di sopprimere le rivoluzioni future. Il sistema del concerto andò in pezzi poiché gli obiettivi comuni delle Grandi Potenze furono sostituiti da crescenti rivalità politiche ed economiche. Artz afferma che il Congresso di Verona del 1822 "segnò la fine del concerto". Non vi fu alcun Congresso chiamato a ripristinare il vecchio sistema durante i grandi sconvolgimenti rivoluzionari del 1848 con le loro richieste di revisione del Congresso delle frontiere di Vienna lungo le linee nazionali.
Prima del 1850 la Gran Bretagna e la Francia erano le potenze più forti in Europa, ma nel 1850 erano diventate profondamente preoccupate dal crescente potere della Russia, che si era espansa ad ovest verso l'Europa centrale, e la Prussia, che assunse sempre più controllo e influenza sulle terre tedesche, a parte l'Austria. La guerra di Crimea del 1854-1855 e la seconda guerra d'indipendenza italiana mandarono in pezzi i rapporti tra le grandi potenze in Europa.
Nel 1871 la creazione e l'ascesa dell'Impero tedesco a guida prussiana (esclusa l'Austria) come nazione dominante (la Prussia aveva rapidamente sconfitto sia l'Austria che la Francia nelle guerre) ristrutturò l'equilibrio di potere europeo. Per i successivi vent'anni, Otto von Bismarck riuscì a mantenere l'equilibrio del potere, proponendo trattati e creando molte complesse alleanze tra le nazioni europee come la Triplice Alleanza .

### Guerre mondiali
Dopo le dimissioni forzate di Otto Von Bismarck nel 1890, il giovane Kaiser Guglielmo II iniziò il suo percorso imperialista di Weltpolitik ("politica mondiale") per aumentare l'influenza dell'impero e il controllo sul mondo. Le nuove alleanze si dimostrarono fragili, cosa che scatenò la prima guerra mondiale nel 1914 con Germania e Austria-Ungheria da una parte contro Gran Bretagna, Francia, Italia e Russia (fino al 1917) dall'altra. Uno degli obiettivi del trattato di Versailles, il principale trattato postbellico della prima guerra mondiale, era quello di abolire il dominio del concetto di "equilibrio dei poteri" e sostituirlo con la Società delle Nazioni, formando paesi basati principalmente su etnia (con le evidenti eccezioni dell'Austria di lingua tedesca e delle aree a maggioranza tedesca delle terre ceche non autorizzate a unirsi alla Germania).
Questa idea andò in frantumi quando l'Europa si divise in tre principali fazioni negli anni '20 e '30: stati democratici liberali guidati da Regno Unito e Francia, stati comunisti guidati dall'Unione Sovietica e nazionalisti autoritari guidati da Germania e Italia . Il fallimento degli stati democratici nel prevenire l'avanzata della Germania nazista alla fine portò alla seconda guerra mondiale, che portò a un'alleanza temporanea tra il Regno Unito e i sovietici contro il nemico comune. Il Regno Unito, infatti, non condannò l'invasione sovietica della Polonia nel 1939, ma dichiarò guerra alla Germania per poi schierarsi al fianco dell'Unione Sovietica contro la Germania dopo l'invasione dell'Asse dell'Unione Sovietica.

### Il periodo della guerra fredda
Durante l'era successiva alla seconda guerra mondiale gli alleati si divisero in due blocchi, un equilibrio di potere emerse tra il blocco orientale (affiliato all'Unione Sovietica e le nazioni socialiste dell'Europa centrale e orientale), il blocco occidentale (affiliato con le democrazie occidentali, in particolare Francia, Stati Uniti e Regno Unito ) e paesi neutrali o non allineati (tra cui Irlanda, Svezia, Svizzera, Austria e Jugoslavia) con la Germania divisa tra il blocco occidentale (parti nord-ovest e meridionali dell'ex paese) e il blocco orientale (parte nord-est, compresa la maggior parte delle ex terre della Prussia) fino al 1989. La maggior parte delle nazioni democratiche europee, insieme al Canada e agli Stati Uniti, si era riunita sotto l'alleanza militare della NATO, che continua ancora oggi e si era estesa a altri paesi in Europa. Il primo segretario generale della NATO, il britannico Lord Ismay, dichiarò che l'obiettivo iniziale dell'organizzazione era "tenere fuori i russi, gli americani dentro e i tedeschi giù". [16]

### Era successiva alla guerra fredda

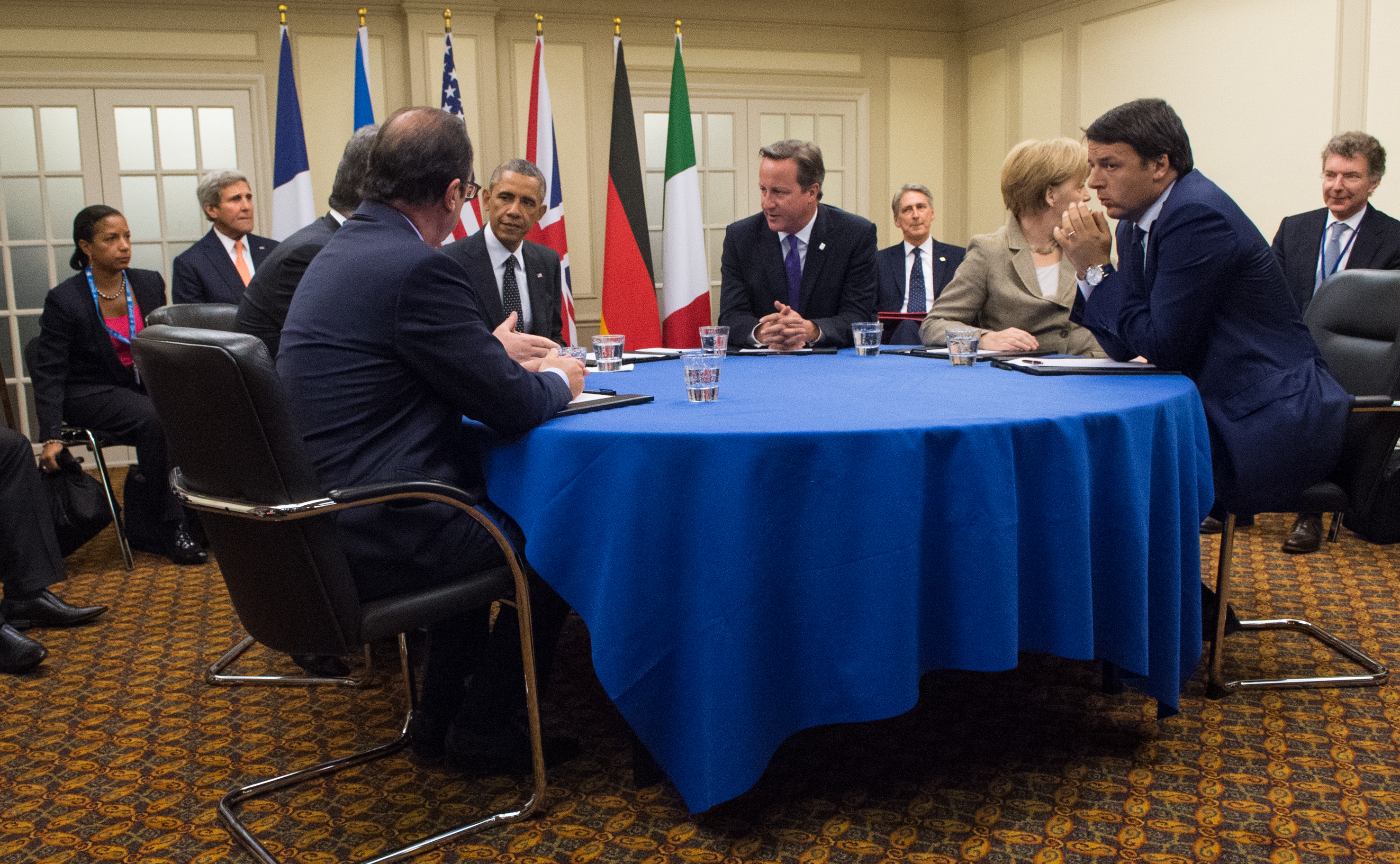
I leader della NATO Quint discutono con Petro Poroshenko della crisi ucraina

Dalla fine del 20 ° secolo, i quattro membri più potenti dell'Unione Europea - Regno Unito, Francia, Italia e Germania - vengono definiti i quattro più grandi dell'UE . Sono le maggiori potenze europee e gli unici paesi dell'UE rappresentati individualmente come membri a pieno titolo del G7, del G8 e del G20 . La NATO Quint è composta dagli Stati Uniti e dai Big Four.
Il termine G4 è usato in particolare (anche se non solo) per descrivere l'incontro dei leader delle quattro nazioni. Inoltre, il termine UE tre (o G-3) è usato per descrivere il raggruppamento di ministri degli esteri provenienti da Francia, Regno Unito e Germania (ora riunificati) durante i colloqui sul nucleare iraniano. D'altra parte, il gruppo di ministri degli interni che comprende Spagna e Polonia è noto come G6 . La Germania (che ha la più grande economia in Europa) è spesso considerata il leader economico dell'UE, come nel caso della crisi del debito sovrano in corso in Europa, mentre Francia e Regno Unito (entrambi membri permanenti del Consiglio di sicurezza delle Nazioni Unite) spesso conducono nella difesa e nella politica estera questioni, come l'intervento in Libia nel 2011. Questo, in una certa misura, rappresenta un bilanciamento del potere di comando per la sfera occidentale del continente. Come questo equilibrio cambierà dopo il voto sulla Brexit nel 2016 è ancora una questione aperta.
Vi è tuttavia un altro equilibrio strategico tra le potenze occidentali e Russia, anche se con il confine tra i due si è spinto più a est dal crollo dell'Unione Sovietica, e da allora molti paesi ex comunisti dell'Europa centrale hanno aderito all'UE e la NATO.